# Étival, Jura
Étival (kallas inofficiellt även för Étival-les-Ronchaux) är en kommun i departementet Jura i regionen Bourgogne-Franche-Comté i östra Frankrike. Kommunen ligger i kantonen Moirans-en-Montagne som tillhör arrondissementet Saint-Claude. År 2022 hade Étival 310 invånare.

## Befolkningsutveckling
Antalet invånare i kommunen Étival
Referens:INSEE